# Dipartimento di Tulumba
Tulumba è un dipartimento argentino, situato nella parte centro-settentrionale della provincia di Córdoba, con capoluogo Villa Tulumba.

## Geografia fisica
Esso confina a nord con le province di Catamarca e Santiago del Estero e con i dipartimenti di Sobremonte e Río Seco, ad est ancora con la provincia di Santiago del Estero, a sud con i dipartimenti di San Justo, Río Primero, Totoral e Ischilín; ad ovest ancora con la provincia di Catamarca.
Il dipartimento è suddiviso nelle seguenti pedanie: Dormida, Intihuasi, Mercedes, Parroquia e San Pedro.

## Società

### Evoluzione demografica
Secondo il censimento del 2001, su un territorio di 10.164 km², la popolazione ammontava a 12.211 abitanti, con un aumento demografico dell'8,15% rispetto al censimento del 1991.

## Amministrazione
Nel 2001 il dipartimento comprendeva:
- 3 comuni (comunas in spagnolo):
  - Churqui Cañada
  - El Rodeo
  - Rosario del Saladillo
- 6 municipalità (municipios in spagnolo):
  - Las Arrias
  - Lucio V. Mansilla
  - San José de La Dormida
  - San José de Las Salinas
  - San Pedro Norte
  - Villa Tulumba